# Jacob van Rijs

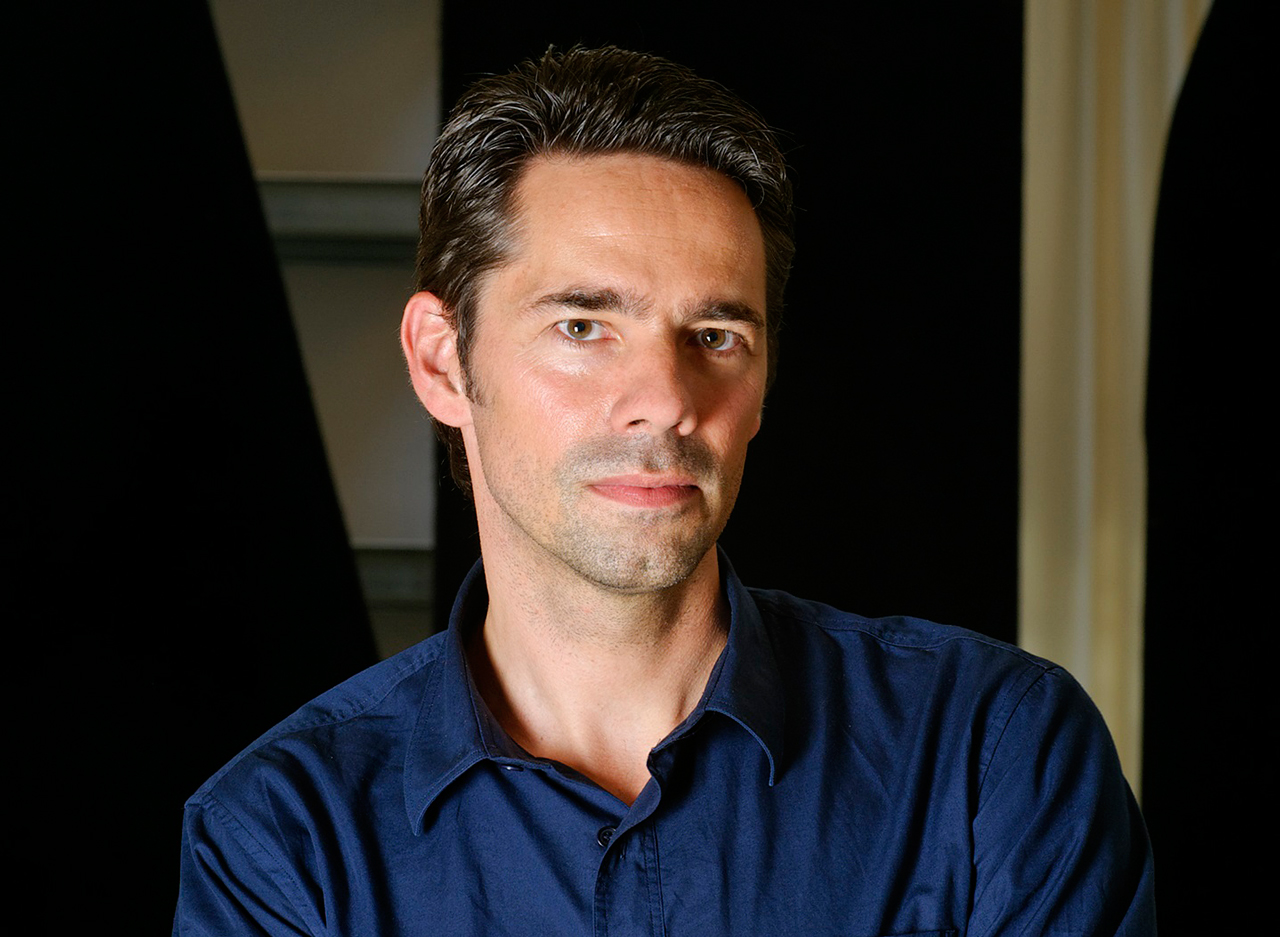
Jacob van Rijs

Jacob van Rijs, född 1965 i Amsterdam, är en i trion som ligger bakom det nederländska arkitektkontoret MVRDV.
van Rijs studerade vid avdelningen för arkitektur vid universitetet i Delft 1984-1990 och arbetade därefter (1990-1993) för Office for Metropolitan Architecture (OMA) och Rem Koolhaas i Rotterdam. 1991 startade han MVRDV tillsammans med Winy Maas och Nathalie de Vries.